# 卡尔·施密德
卡尔·施密德（Karl Schmid，1914年5月10日—1998年8月13日）是一位活跃于20世纪30至90年代的瑞士艺术家。画家、雕塑家、雕刻家、插画家、平面设计师和教师。

## 传记

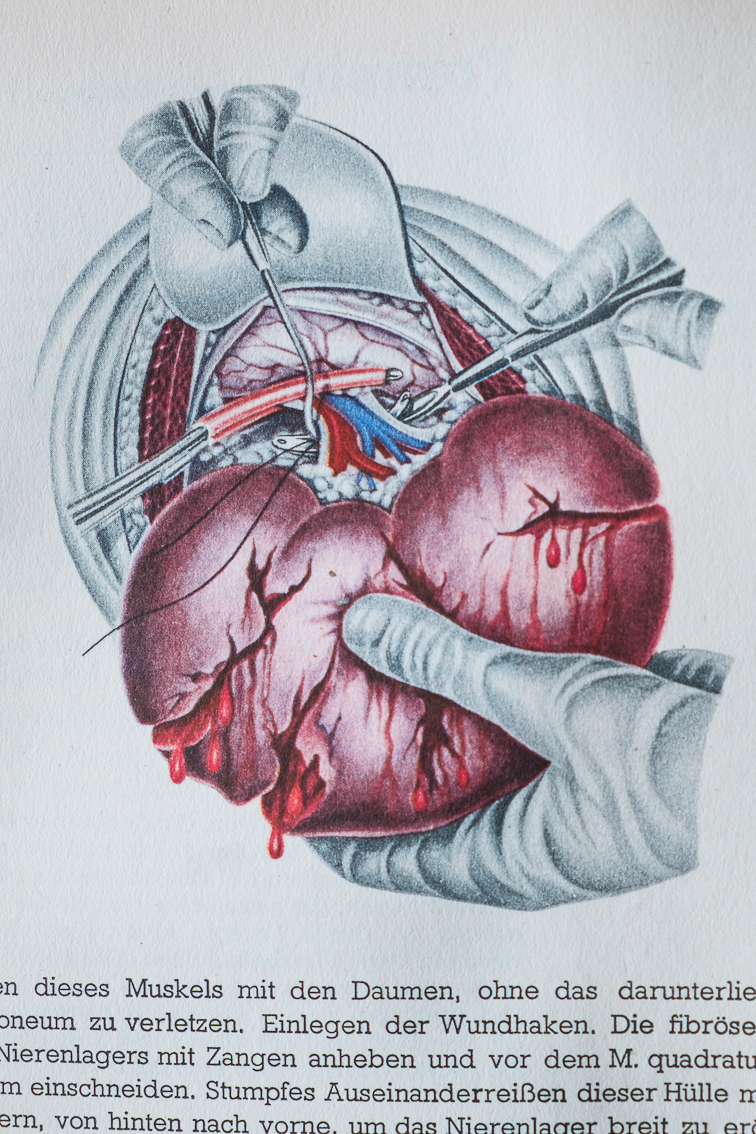
卡尔•施密德（Karl Schmid） 20世纪40年代科学插图。图片来源：查尔斯·佩雷特（Charles Perret）教授的紧急干预“齐格弗里德（Siegfried）”备忘录，蒙特勒，1947

施密德出生于苏黎世，其父亲具有犹太血统，於第一次世界大战期間身亡，留下其母親並過著极度贫困的生活，然而母亲身患癫痫和精神分裂，每次住院时施密德都会送到一家孤儿院，並在該院度过童年以及青少年大部分的时光。
施密德经常梦想成为一名外科医生，但他也表现出对木雕的热衷，他通过当一名细木工匠和木匠学徒进一步探索了这一点。这种手工艺训练将成为他日后作为艺术家工作的基础。他此后仍在追求更全面的教育，最终在一所工艺美术学院参加了夜校和一些高级课程。 施密德偏爱文学尤其是艺术，他在苏黎世的公共图书馆里度过了部分空闲时光，阅读了所有的资料。 在他成长的岁月里，他遇到了一些艺术家，如奥斯卡·科科施卡（Oskar Kokoschka）和恩斯特·路德維希·克爾希納（Ernst Ludwig Kirchner）等。  施密德和基什内尔在达沃斯的一家结核病疗养院相识，他们当时都患有这种疾病。“......他们同病相怜，但更多的是对新艺术表达概念的共同热情使他们更亲密，他们迅速结下了深厚的友谊。” 
1932年，施密德作为审核员参加了保罗·克莱尔蒙特（Paul Clairmont，苏黎世大学外科教授）的系列讲座。克莱尔蒙特注意到了这个在他课堂上专注于绘画的年轻人。仔细观察后，他发觉施密德在描绘人体解剖结构方面极富天赋，称赞他的工作并随后在苏黎世大学聘请他当一名外科插画师（首创先例）。从1932年到1941年，他致力于为科学出版物绘制插图。 
大约在那个时候，施密德还与埃里卡·比尔芬格（Erika Bilfinger，精神病医生）结婚。婚后，他们生了两个孩子。
这些科学图纸引起了沃尔特·格罗皮乌斯的注意，他是包豪斯的联合创始人之一，他邀请卡尔·施密德到美国在哈佛大学设计研究生院任教。同样通过格罗皮乌斯，他收到了迪士尼作为动画电影插画师的提议。每次他都会以家庭原因拒绝邀请。 格罗皮乌斯将卡尔·施密德介绍给了苏黎世应用艺术学院（现为苏黎世艺术大学）的院长约翰内斯·伊滕。 Itten想聘请他为老师。
1944年，卡尔·施密德创立了科学绘画班，这是同类中的第一个，他将在那里任教至1971年。 

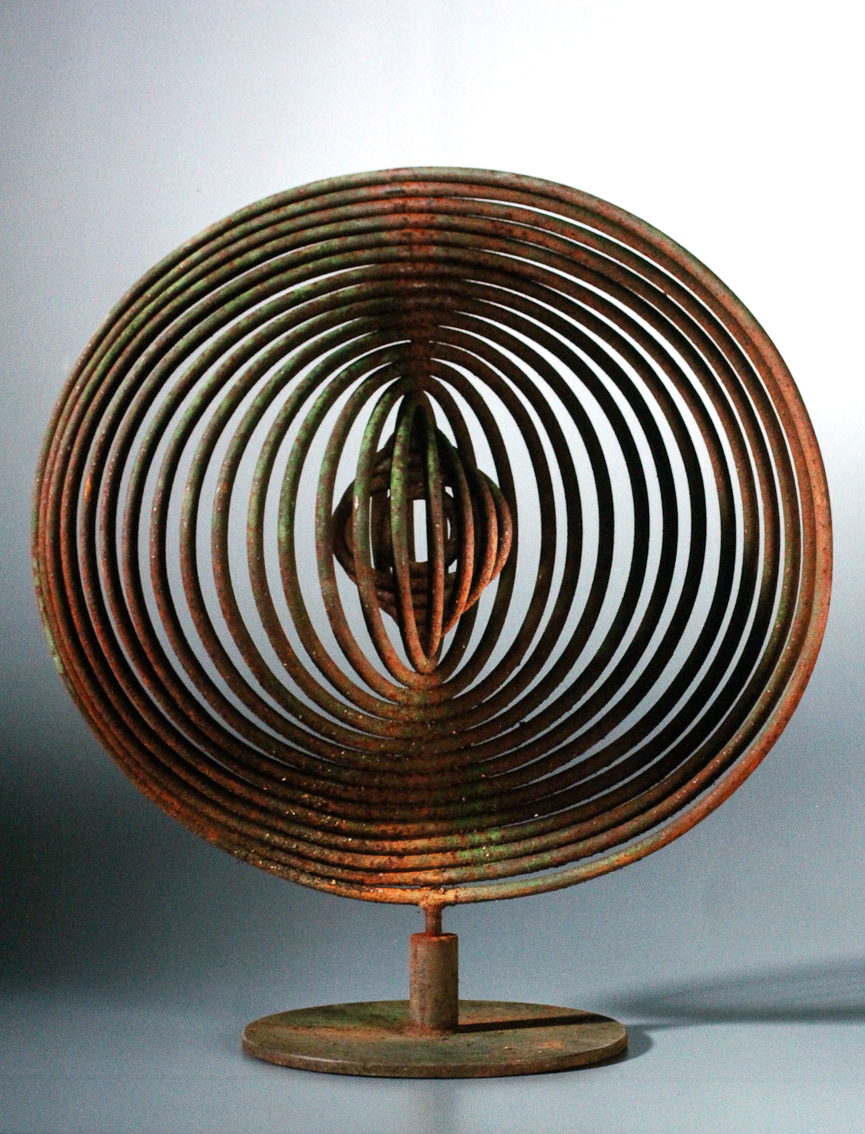
K. Schmid - Untitled (1970s) - 氧化铁雕塑，145 x 45 cm

卡尔和他的家人搬到了苏黎世的泽费尔德区。多亏了学校的稳定收入，他现在可以负担得起在Klausstrasse的前Villa Herold马厩里拥有他的第一个真正的工作室。 
1944年春天，卡尔·施密德在苏黎世的朋友和艺术收藏家的家中第一次见到了汉斯·阿尔普。当时，阿尔普正遭受他的第一任妻子索菲·泰伯-阿尔普失踪的痛苦，后者一年前在马克斯·比尔家中的一次事故中去世，他们都是那里的客人。 随后，马克斯·比尔将陪同阿尔普前往施密德的工作室，试图通过新的艺术项目帮助他的朋友克服抑郁症。从那时起，施密德和阿尔普之间建立了一种友谊和合作的关系，这种关系将持续一生。施密德将为 Arp 准备木制浮雕、木刻和艺术家的书Elemente (Elements)。 
1956年，Karl Schmid还受托在应用艺术学院开设预科课程：Vorbereitungsklasse。1962年，他搬到了Gockhausen的家庭工作室。在工作室里，他为每个过程组织了不同的环境：绘画、木雕、雕刻技术，甚至是铁匠作坊，他将在那里创作他的大部分1970年代和1980年代的铁器和青铜作品。   他唯一的选集展览于 1965 年在 Helmhaus 举行，他与他的学生一起展出了他的作品：“ Karl Schmid und seine Schuler ”（Karl Schmid 和他的学生）。  
从1960年代起，他在建筑艺术干预领域收到了许多委托。他在苏黎世、楚格、格劳宾登州和提契诺州的学校、公共和私人建筑中创作壁画。
1971年，57岁的他提早退休，久病愈演愈烈，但他从未停止创作大量作品，包括建筑壁画。 在他生命的最后一段，卡尔会越来越孤立自己：“ ……终于，在漫长的岁月里，他从所有的朋友中退休以完成他的艺术使命，这使他走向了无限的孤独。 " 
卡尔施密德于1998年8月13日在苏黎世的新明斯特医院去世。他被安葬在弗里德霍夫于特利贝格公墓。

## 艺术制作

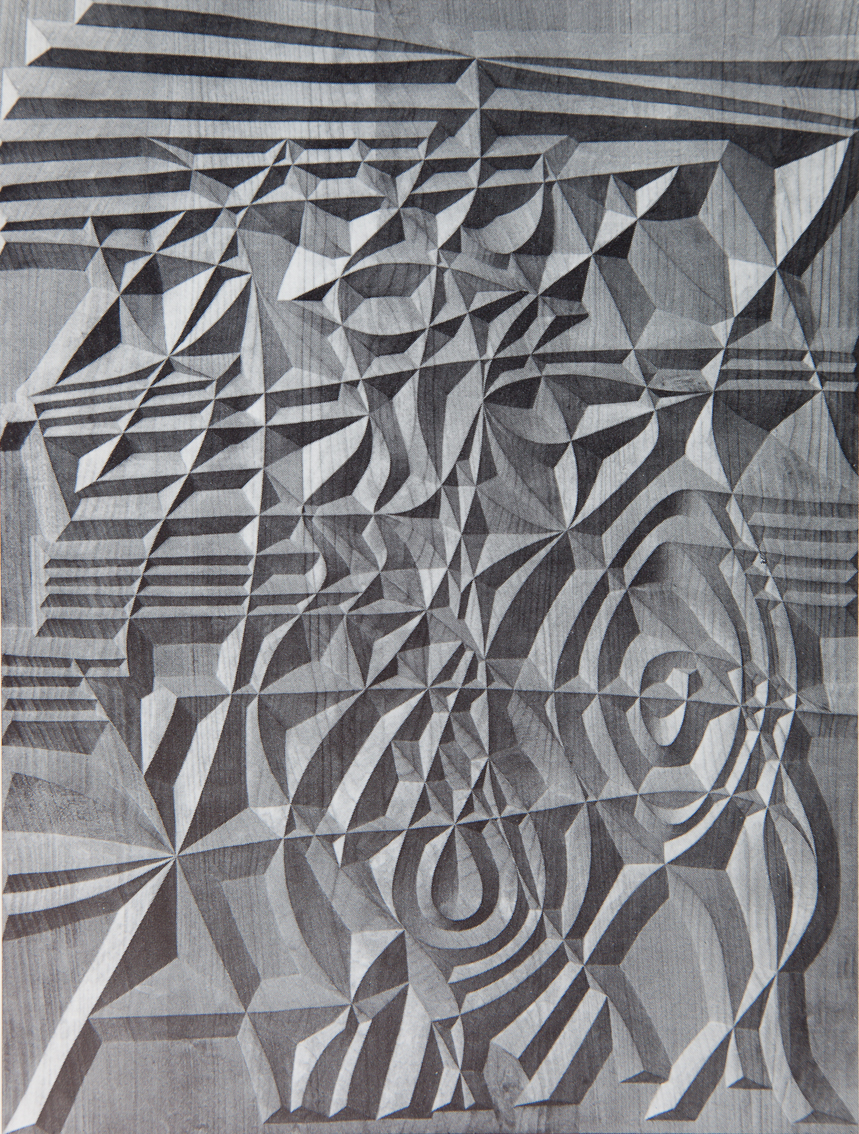
K. Schmid Die LustmÅhle im Kanton Aargau - “阿尔高州的快乐工厂”，（1960年代）- 樱桃木浮雕

卡尔·施密德的作品包括素描、石版画、木刻版画、织物版画、油画、水彩画、挂毯、浅浮雕、木雕、石雕和铁雕、壁画和建筑浮雕。

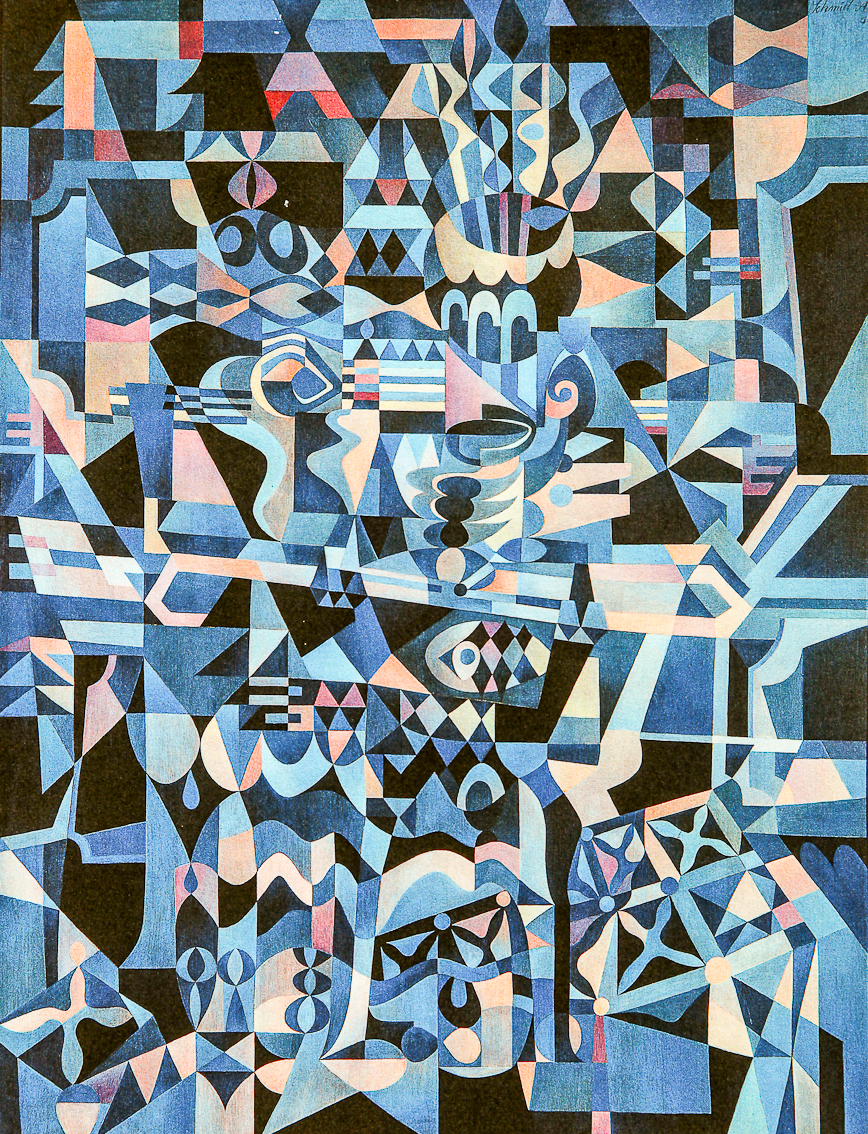
K.Schmid Der geteckte Tisch - “铺好的桌子”，1955 - 挂毯准备画

“ Karl Schmid 的艺术范围从严格的自然主义作品（科学插图）到抽象构图”。 
“他知道掌握最多样化的图形技术，他的作品涵盖了广泛的材料，但不可否认的是，绘画对他来说是最高优先级的”。 

### 在建筑物上进行的工程
“卡尔·施密德是一位对现代建筑产生同理心的大师”。 
1970年代末，ETH（苏黎世联邦理工学院）想授予他建筑学荣誉学位，但他拒绝了。 他在苏黎世、楚格、格劳宾登州和提契诺州的学校、公共和私人建筑中创作壁画。
他的一些最重要的作品：

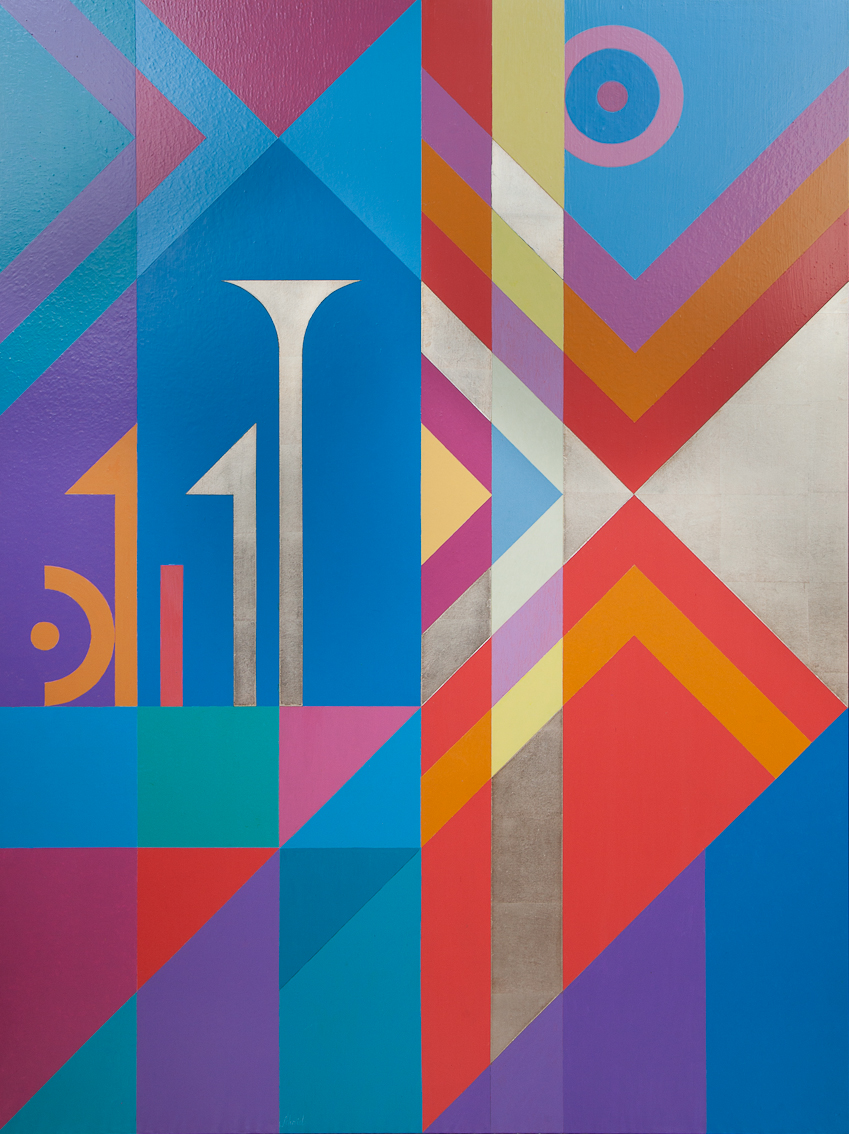
K. Schmid - Untitled (1980s) - 木板上的丙烯画，120 x 80 厘米

- 1965-66 幼儿园“Altbach”，Brüttisellen (ZH) - 壁画
- 1965-67 Schulhaus Gutschick，温特图尔[10] - 1965，象征花园，橡木浮雕（中庭底层），1967 壁画（外部入口）
- 1966 Nursing home Neubühl ZH-Wollishofen [11] - Dämmerung（暮光之城），壁画（楼梯），方向标志，铁（在入口大厅），带有十二生肖标志的壁画，十二生肖，铁浮雕墙壁（12层楼每个阳台一个）
- 1967 年 Agroscope 研究站，苏黎世 - 入口区域上方 40 m 的钢筋混凝土楣板 (Betonfries)
- 1968 年，瑞士 Scuol GR Trü 运动场。 - 室内游泳池的壁画
- 1970 Rämibühl 州学校，Rämistrasse 58，苏黎世[12] - 壁画：食堂、自助餐厅入口、走廊-车库、大厅-楼梯

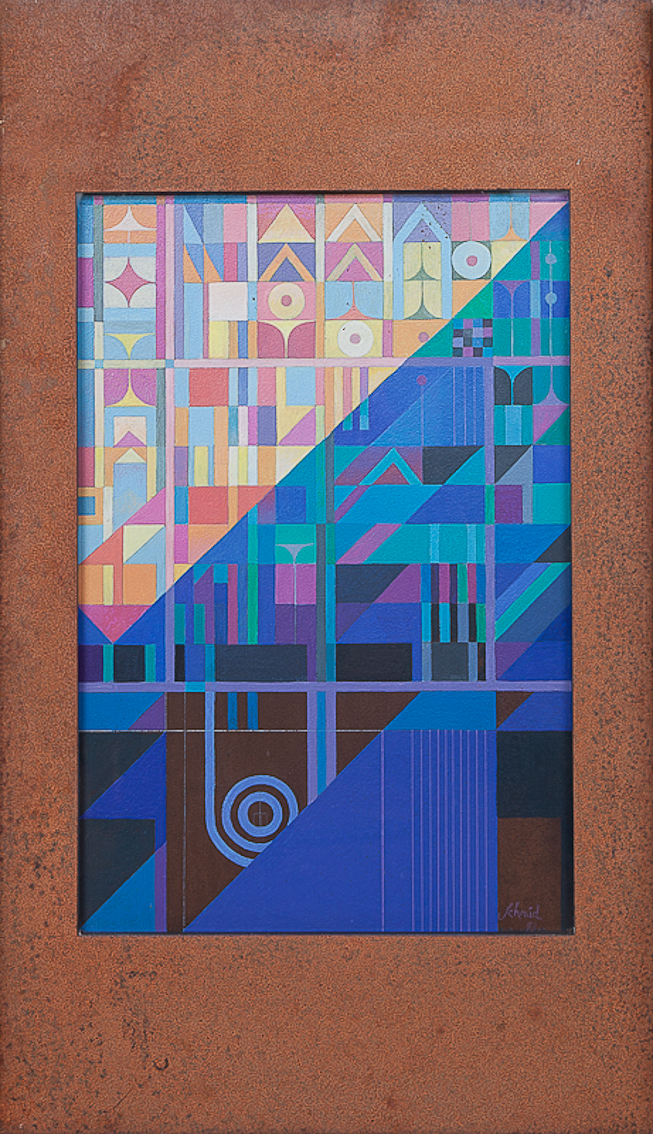
K. Schmid, Licht und Schatten - “光与影”，1993 - K. Schmid 的纸板和氧化铁框水彩画，70 x 41 厘米

- K. Schmid, Licht und Schatten - “光与影”，1993 - K. Schmid 的纸板和氧化铁框水彩画，70 x 41 厘米1974 年弗里德霍夫于特利贝格公墓 - 苏黎世[13] - 地板马赛克
- 1975 住宅楼，Klausstrasse 4，苏黎世 - 抽象景观 - 入口大厅和楼梯
- 1980 年代施密德之家 - Lionza（森托瓦利 - 提契诺州） - 外墙壁画

### 展览
卡尔施密德是一位独立的理想主义艺术家，不愿参与艺术市场。他更喜欢将自己的作品直接出售给他认识的收藏家。其罕见的展览仅在公共或私人机构的倡议下进行。 

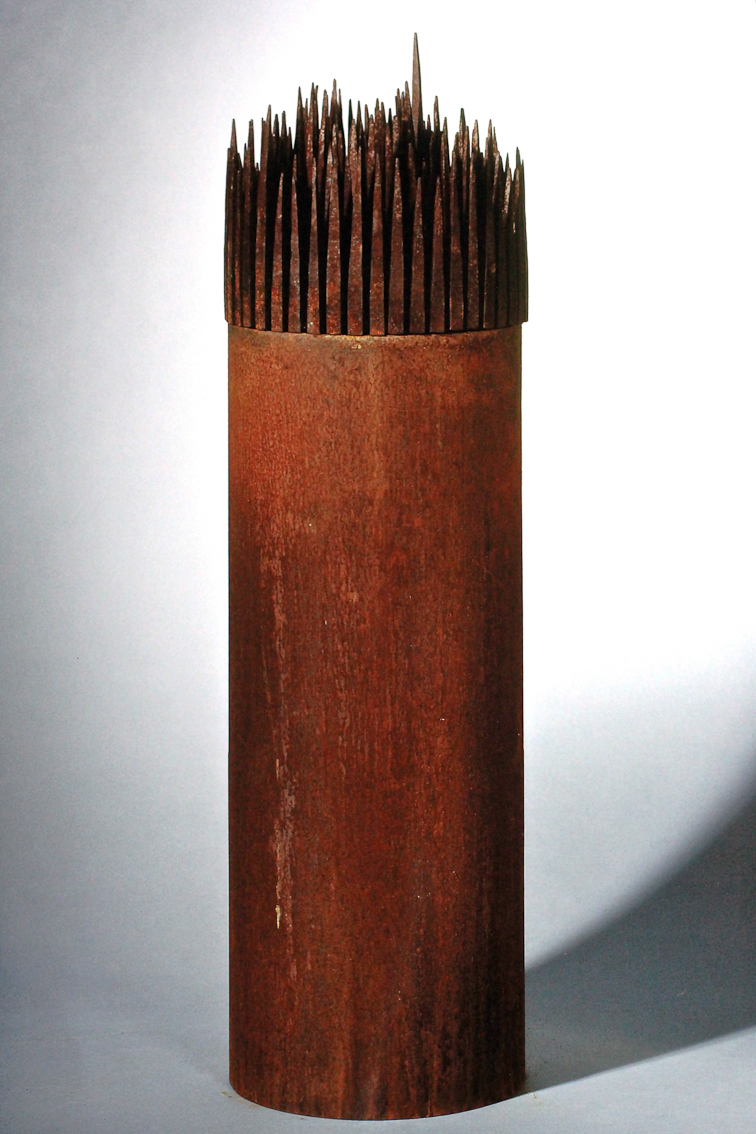
K. Schmid, Auschwitz (1960s) - 氧化铁雕塑，145 x 45 cm

- 1957年，他的画作在1957年8月3日至1957年8月8日在伯尔尼艺术馆举办的“年轻瑞士画家和雕塑家作品中的画作”集体展览中展出。 [14]
- 他唯一的选集展览是在 1965 年与他在应用艺术学院的学生一起举办的：“Karl Schmid und seine Schuler”（Karl Schmid 和他的学生）。苏黎世，Helmhaus 23.01-28.02.1965。此次，苏黎世美术馆获得了樱桃木浮雕 Die Lustmühle Kanton Aarau。 [15] （阿劳州的欢乐工厂）。 [2]
- 评论框架内的个人展览：1991 年 3 月 6 日至 1991 年 4 月 19 日，苏黎世 Werdmühleplatz 的 SKA 的五位瑞士艺术家。 [16]
- 2004 年，Ritter-Hürlimann 基金会组织了死后展览 Erinnerungen an Karl Schmid（卡尔施密德的回忆）。乌斯特，格伦霍尔泽别墅，2004 年 5 月 1 日至 2004 年 5 月 16 日。 [17]

## 老师
1944 年，应导演约翰内斯·伊滕（Johannes Itten）的邀请，卡尔·施密德（Karl Schmid）开始在苏黎世应用艺术学院教授科学绘画。 1956年，他还受托教授预备课程。 "他以慈父般的奉献精神接受了这一责任。 (...) 他的伟大模特鲁道夫·施泰纳 ( Rudolf Steiner ) 和海因里希·佩斯塔洛齐 ( Heinrich Pestalozzi ) 激励他以最大的尊重对待他的学生。他在教学中引入了许多新思想，尤其是从最简单的练习开始。但他要求以绝对的奉献精神和完美的工艺制作它们。他始终如一地引导他的学生以敏感、毅力和关注与他们梦寐以求的任何“美女”建立联系”。 “卡尔施密德是一位天生的老师。形式元素、材料、内在的创作过程是他传递给学生的。 （……）施密德并没有将一种风格转移给学生，而是他的整个世界都在动荡”。 

### 与学生一起开展的项目
- 1958 - 小册子 Punktgeschichten / “Stories of points”，作为一个班级项目实现。 ”学生们用最简单的工具——锋利的钉子——在抛光的梨木片上切出切口。然后在印刷厂印刷矩阵。通过这个苦行僧般的简单设计练习，学生们意识到在所有事物中都可以找到无限的创意丰富性，即使在最小的创意可能性中也是如此。 ”。 [2]
- 1962 - 植物标本室插图： Ciba-Geigy公司的“Unkräuter”（杂草）。 [3]

"瑞士的所有野生植物都必须用水彩准确地表现出来。整个作品历时七年，最终包括约 180 个极其精确的水彩盘” 在同一时期，与学生一起进行的教学设计体验：木制餐具桌服务。 
- 1965 年 - 康拉德·格斯纳的“植物史”图形再版。 [3]
- 1965 - Karl Schmid 受苏黎世艺术馆邀请在 Helmhaus 展出他的作品。 [9]

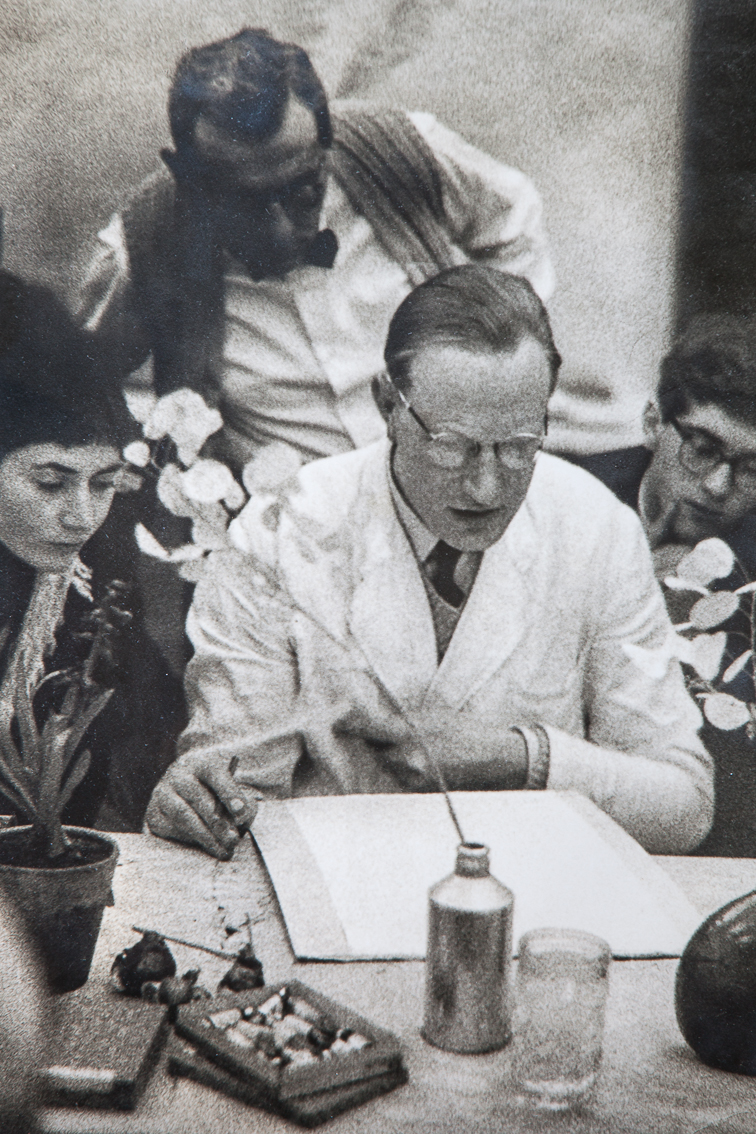
K. Schmid 和他来自 Kunstgewerbeschule 的学生-复制时期照片（1960 年代）

”他欣然同意，并建议他也可以在初级课程和科学插图课上展示学生的作品。他认为他的教育贡献是他创作工作的重要组成部分。 " 
负责为工艺美术学院提出改革建议的Max Bill在他的结论中指出，由于教学方法陈旧，该学院应该关闭。他认为只有少数课程的教学具有创新性，其中他提到了Karl Schmid的教学。 

### 卡尔施密德的学生
- Oliviero Toscani ，广告和时尚摄影师、作家、政治家、传播者、班尼顿、香奈儿、Esprit、Fiorucci的企业形象和广告活动的创造者。从1961年到1965年，他参加了Zürcher Kunstgewerbeschule。 [18]托斯卡尼回忆说是他把他引向了摄影：当时他很想成为一名画家。施密德带他去苏黎世动物园画动物（这是他的教学方法） [17] ，在看到他的画后，他建议他成为一名摄影师。
- Harald Naegeli，1957年至1962年的学生。被誉为苏黎世喷雾器，七十年代后期街头艺术的先驱。
- 汉斯·鲁迪·吉格尔，1959年至1960年。画家、设计师、插画家和雕塑家。在电影特效领域，他与《异形》的生物主角卡洛·兰巴尔迪（ Carlo Rambaldi ）合作创造了1980年奥斯卡最佳特效奖。
- 库尔特·劳伦兹·梅茨勒，1958年至1963年。雕塑家
- 哈代赫普，1962年至1966年。画家、绘图员和音乐家。
- Fredi M. Murer，1960年至1964年。导演、编剧、讲故事的人、摄影师和设计师。
- 恩斯特·根齐，1951-54年。雕塑家
- 利奥·保罗·埃哈特，1966-68年。雕塑家和摄影师（与托斯卡尼合作）